# 문명 VI
시드 마이어의 문명 VI(영어: Sid Meier's Civilization VI)는 파이락시스 게임즈에서 개발하고 2K에서 배급하는 턴제 전략 4X 비디오 게임이다. 모바일 및 닌텐도 스위치판은 Aspyr에서 배급한다. 2016년 10월 윈도우 및 macOS 용으로 출시되었으며, 이후 2017년 2월 리눅스, 2017년 12월 iOS, 2018년 11월 닌텐도 스위치, 2019년 11월 플레이스테이션 4 및 엑스박스 원, 2020년 안드로이드로도 출시되었다.
첫번째 확장팩인 문명 VI: 흥망성쇠는 2018년 2월에 출시되었다. 두번째 확장팩인 문명 VI: 몰려드는 폭풍은 2019년 2월에 출시되었다. 시즌 패스인 뉴 프론티어 패스는 2020년 5월에 출시되었다. 추가 확장인 리더 패스는 2022년 11월에서 2023년 3월까지 출시되었다.

## 평가
| 평가 |        |
| --- | ------ |
| 통합 점수 통합사 점수 메타크리틱 88/100 [ 1 ] 평론 점수 평론사 점수 디스트럭토이드 8.5/10 [ 2 ] 게임 인포머 9.5/10 [ 3 ] 게임 레볼루션 [ 4 ] 게임스팟 9/10 [ 5 ] IGN 9.4/10 [ 6 ] PC 게이머 (US) 93/100 [ 7 ] 폴리곤 8.5/10 [ 8 ] |        |
| 통합 점수 |        |
| 통합사 | 점수   |
| 메타크리틱 | 88/100 |
| 평론 점수 |        |
| 평론사 | 점수   |
| 디스트럭토이드 | 8.5/10 |
| 게임 인포머 | 9.5/10 |
| 게임 레볼루션 | [ 4 ]  |
| 게임스팟 | 9/10   |
| IGN | 9.4/10 |
| PC 게이머 (US) | 93/100 |
| 폴리곤 | 8.5/10 |

문명 6은 출시되고 난후 2주만에 100만장을 돌파하는 등 스팀에서 제일 인기 있는 게임 반열에 오르기도 하였다. 문명 6의 테마는 문명 4의 테마인 바바 예투를 작곡한 크리스토퍼 틴이 작곡하였으며, 레오나르도 다 빈치의 어구를 기반으로 한 테마곡인 «Sogno di Volare»는 유튜브에 올라간후 2개월만에 백만회 조회수를 달성했다.